# 송이야 놀자
《송이야 놀자》는 2000년 1월 7일에 MBC에서 방영한 베스트극장이다.

## 등장 인물

### 주요 인물
- 변희봉 : 박성수 역
- 정혜선 : 정심 역
- 곽정욱 : 강민석 역
- 이세영 : 강송이 역

### 그 외 인물
- 김지영
- 이희도 : 주태 역 - 성수와 정심의 큰아들
- 견미리 : 성수와 정심의 딸 역
- 김홍석
- 신승주
- 정한헌 : 면사무소 직원 역
- 강미
- 오현섭
- 최종환
- 손동운
- 황진영
- 정수형
- 고정민
- 박은빈 : 박지희 역

| MBC 베스트극장              | MBC 베스트극장                      | MBC 베스트극장         |
| 이전 작품                   | 작품명                              | 다음 작품              |
| --------------------------- | ----------------------------------- | ---------------------- |
| 홀리데이 (1999년 12월 17일) | 송이야 놀자 (388회, 2000년 1월 7일) | 티눈 (2000년 1월 21일) |